# Cessna 421
Die Cessna 421 Golden Eagle ist ein leichtes zweimotoriges Propellerflugzeug des US-amerikanischen Herstellers Cessna. Sie stellt die mit einer Druckkabine ausgerüstete Variante der älteren Cessna 411 dar und bietet bis zu acht Passagieren Platz.

## Geschichte
Der Prototyp der als Tiefdecker ausgelegten Cessna 421 absolvierte seinen Erstflug im Oktober 1965, die Auslieferung begann im Mai 1967. Das Flugzeug erhielt zwei Continental-GTSIO-520-D-Kolbenmotoren.
Seit 1969 existiert die verbesserte Version 421A. 1970 begann die Produktion der 421B mit größerer Spannweite und höherer Leistung. Die 421C von 1975 erhielt neue Tragflächen mit veränderten Tanks. Seit 1980 wurde die 421C mit einem überarbeiteten, ebenfalls einziehbaren Bugradfahrwerk ausgeliefert.
1985 stellte Cessna die Produktion von Propellerflugzeugen einschließlich der 421 ein, nachdem in den USA die Produkthaftung geändert worden war. Insgesamt entstanden 1901 Exemplare dieser Modellreihe.
Seitdem wurden einige Cessna 421 auf Turboprop-Antrieb umgerüstet und damit der Cessna 425 angeglichen.

## Nutzung
Die Cessna 421 ist auch heute noch oft im Einsatz und erzielt hohe Preise auf dem Markt für Gebrauchtflugzeuge.

### Militärische Nutzer
Bahamas
 Bolivien
 Elfenbeinküste
 Kambodscha
 Neuseeland
- Royal New Zealand Air Force

 Nicaragua
 Pakistan
 Paraguay
 Philippinen
 Rhodesien
 Sri Lanka
 Türkei

## Technische Daten
| Kenngröße             | 421C                                                                          |
| --------------------- | ----------------------------------------------------------------------------- |
| Besatzung             | 1–2                                                                           |
| Passagiere            | 6–8                                                                           |
| Länge                 | 11,09 m                                                                       |
| Spannweite            | 12,53 m                                                                       |
| Höhe                  | 3,49 m                                                                        |
| Flügelfläche          | 19,88 m²                                                                      |
| Flügelstreckung       | 7,9                                                                           |
| Leermasse             | 2132 kg                                                                       |
| Startmasse            | 3382 kg                                                                       |
| Höchstgeschwindigkeit | 444 km/h                                                                      |
| Reisegeschw. (7620 m) | 420 km/h (65 % Leistung, mittlere Beladung)                                   |
| Dienstgipfelhöhe      | 9205 m (4540 m einmotorig)                                                    |
| Reichweite            | 2755 km bei ökonomischer Reisegeschwindigkeit in 7620 m mit 713 kg Treibstoff |
| Triebwerke            | 2 × Continental GTSIO-520-L mit je 280 kW (380 PS)                            |